# Gremolada
La gremolada (o gremolat) és una mena de salsa verda que inclou entre els seus ingredients la ratlladura de llimona. A la cuina de Llombardia i a la cuina italiana, tradicionalment és l'acompanyament de l'Osobuco Alla Milanese. Els ingredients més típics d’aquesta salsa llombarda i italiana són: all, julivert i ratlladura de llimona. La recepta clàssica també inclou anxova. Segons la recepta, també poden portar penopecini i altres herbes aromàtiques.